# Christine Ott (Literaturwissenschaftlerin)
Christine Ott (* 1972) ist eine deutsch-italienische Literaturwissenschaftlerin und seit 2011 Professorin für Italienische und Französische Literaturwissenschaft an der Goethe-Universität Frankfurt am Main.

## Leben und Wirken
Christine Ott besuchte das Humanistische Gymnasium in Traunstein sowie in Udine und Cividale und absolvierte 1991 das italienische Abitur. Sie studierte in Eichstätt und Saint-Étienne Romanistik und Germanistik und wurde 2002 mit einer Arbeit zur Sprachreflexion in der Lyrik Eugenio Montales an der Universität Heidelberg promoviert, wo sie von 2000 bis 2003 als wissenschaftliche Mitarbeiterin am Romanischen Seminar tätig war. Anschließend war sie bis 2011 wissenschaftliche Assistentin am Institut für Romanische Philologie an der Universität Marburg. Nach einem von der Deutschen Forschungsgemeinschaft geförderten einjährigen Forschungsaufenthalt in Paris erfolgte 2009 die Habilitation an der Universität Marburg. Ihre Habilitationsschrift „Feinschmecker und Bücherfresser. Esskultur und literarische Einverleibung als Mythen der Moderne“ wurde in mehrere Sprachen übersetzt. Es folgte ein neunmonatiges Forschungsstipendium an der Harvard-Universität.
2011 wurde sie als Professorin für Italienische und Französische Literaturwissenschaft an die Goethe-Universität Frankfurt berufen. Einen Ruf an die Albert-Ludwigs-Universität Freiburg im Jahr 2016 lehnte sie ab.
Seit Oktober 2013 ist sie Herausgeberin des Deutschen Dante-Jahrbuchs und Mitglied im Vorstand der Deutschen Dante-Gesellschaft. Außerdem ist sie als Gutachterin für die Deutsche Forschungsgemeinschaft und die Alexander von Humboldt-Stiftung tätig.

## Forschungsschwerpunkte
Zu ihren Forschungsschwerpunkten gehören die Lyrik des 20. sowie 14.–17. Jahrhunderts und die Beziehungen zwischen Lyrik und den Bildkünsten, Autofiktion, Selbstkommentare der Frühen Neuzeit sowie Esskultur, Körperkonzepte und Gastromythen.

## Veröffentlichungen (Auswahl)
- Feinschmecker und Bücherfresser. Esskultur und literarische Einverleibung als Mythen der Moderne. Fink Verlag, München 2011, ISBN 978-3-7705-5127-9
- Torso-Göttin Sprache. Eugenio Montales Poetik im Medium seiner Lyrik. Universitätsverlag Winter, Heidelberg 2003, ISBN 978-3-8253-1597-9
- Autofiktion und Medienrealität. Kulturelle Formungen des postmodernen Subjekts. Universitätsverlag Winter, Heidelberg 2013
- mit Damiano Frasca, Caroline Lüderssen: Costruzioni e decostruzioni dell'io lirico nella poesia italiana da Soffici a Sanguineti. Franco Cesati, Florenz 2013
- Identität geht durch den Magen. Mythen der Esskultur. S. Fischer Verlag, Frankfurt am Main 2017, ISBN 978-3-10-002208-0